# Film in 1979
Dit artikel gaat over de film in het jaar 1979.

## Succesvolste films
De tien films uit 1979 die met meest opbrachten.
| Rang | Titel                         | Distributeur                    | Opbrengst wereldwijd |
| ---- | ----------------------------- | ------------------------------- | -------------------- |
| 1    | Moonraker                     | United Artists                  | $ 210.308.099        |
| 2    | Kramer vs. Kramer             | Columbia Pictures               | $ 106.260.000        |
| 3    | Alien                         | 20th Century Fox                | $ 99.932.689         |
| 4    | 1941                          | Universal Pictures              | $ 92.455.742         |
| 5    | The Amityville Horror         | American International Pictures | $ 86.432.000         |
| 6    | Rocky II                      | United Artists                  | $ 85.182.160         |
| 7    | Star Trek: The Motion Picture | Paramount Pictures              | $ 82.258.456         |
| 8    | Apocalypse Now                | United Artists                  | $ 78.784.010         |
| 9    | 10                            | Warner Bros.                    | $ 74.865.517         |
| 10   | The Jerk                      | Universal Pictures              | $ 73.691.419         |

## Lijst van films
- 10
- 1941
- Agatha
- Alien
- All That Jazz
- L'Amour en fuite
- The Amityville Horror
- ...And Justice for All
- Apocalypse Now
- Es begann bei Tiffany
- Being There
- The Black Hole
- Black Jack
- The Black Stallion
- Die Blechtrommel
- Breaking Away
- The China Syndrome
- Dracula
- Die Ehe der Maria Braun
- The Electric Horseman
- Escape from Alcatraz
- Escape to Athena
- The Europeans
- The Frisco Kid
- Hair
- Die Hamburger Krankheit
- The Jerk
- Jesus
- Kramer vs. Kramer
- A Little Romance
- Mad Max
- Mamá cumple cien años
- Manhattan
- Meatballs
- Monty Python's Life of Brian
- Moonraker
- More American Graffiti
- Moskou gelooft niet in tranen (Russische titel: Moskva slezam ne verit)
- The Muppet Movie
- Norma Rae
- Nosferatu: Phantom der Nacht
- Phantasm
- Prophecy
- Rock 'n' Roll High School
- Rocky II
- The Rose
- Stalker
- Star Trek: The Motion Picture
- Starting Over
- Tess
- The Warriors
- When a Stranger Calls

### België
- Een vrouw tussen hond en wolf
- Mireille dans la vie des autres
- Slachtvee

### Nederland
- Andy, bloed en blond haar
- Cha Cha
- Duel in de diepte (mini-serie)
- Grijpstra en De Gier
- Kort Amerikaans
- Martijn en de magiër
- Opname
- Een pak slaag
- Twee vrouwen
- Uit elkaar
- De verwording van Herman Dürer
- Een vrouw als Eva

1870-1879 · 1880-1889 · 1890 · 1891 · 1892 · 1893 · 1894 · 1895 · 1896 · 1897 · 1898 · 1899 · 1900 · 1901 · 1902 · 1903 · 1904 · 1905 · 1906 · 1907 · 1908 · 1909 · 1910 · 1911 · 1912 · 1913 · 1914 · 1915 · 1916 · 1917 · 1918 · 1919 · 1920 · 1921 · 1922 · 1923 · 1924 · 1925 · 1926 · 1927 · 1928 · 1929 · 1930 · 1931 · 1932 · 1933 · 1934 · 1935 · 1936 · 1937 · 1938 · 1939 · 1940 · 1941 · 1942 · 1943 · 1944 · 1945 · 1946 · 1947 · 1948 · 1949 · 1950 · 1951 · 1952 · 1953 · 1954 · 1955 · 1956 · 1957 · 1958 · 1959 · 1960 · 1961 · 1962 · 1963 · 1964 · 1965 · 1966 · 1967 · 1968 · 1969 · 1970 · 1971 · 1972 · 1973 · 1974 · 1975 · 1976 · 1977 · 1978 · 1979 · 1980 · 1981 · 1982 · 1983 · 1984 · 1985 · 1986 · 1987 · 1988 · 1989 · 1990 · 1991 · 1992 · 1993 · 1994 · 1995 · 1996 · 1997 · 1998 · 1999 · 2000 · 2001 · 2002 · 2003 · 2004 · 2005 · 2006 · 2007 · 2008 · 2009 · 2010 · 2011 · 2012 · 2013 · 2014 · 2015 · 2016 · 2017 · 2018 · 2019 · 2020 · 2021 · 2022 · 2023 · 2024 · 2025